# Кирчук, Иван Иванович
Иван Иванович Кирчук (бел. Іван Іванавіч Кірчук) (род. 14 сентября 1958, Лида, БССР) — белорусский музыкант, композитор, фольклорист, писатель, преподаватель. Лидер группы «Этно-трио Троица». Старший преподаватель кафедры Культурологии и психолого-педагогических дисциплин Института повышения квалификации и переподготовки кадров (ИПК иПК) Белорусского государственного университета культуры и искусств (БГУКИ).

## Биография
Окончил музыкальное училище (1977 г.) по специальности «Дирижер академического хора». С 1982 года заведующий отделением «Обрядовая деятельность и фольклор» в Минском училище искусств. В 1985 году окончил Университет культуры по специальности «Дирижер народного хора». В 1988 году окончил аспирантуру Института Искусствоведения, Этнографии и Фольклора Академии Наук Республики Беларусь по специальности «фольклористика».
С 1995 года работал в Национальном центре творчества детей и молодежи. С 1997 года преподаватель (старший преподаватель, доцент) Белорусского государственного педагогического университета имени Максима Танка. Преподавал дисциплины «Практикум по фольклору», «Традиционный театр», «Методика управления фольклорным коллективом». С 2016 года работает старшим преподавателем БГУКИ.
Автор многих программ и реконструированных обрядов и праздников для среднеспециальных и высших учебных заведений Белоруссии. Его работы транслировались по республиканскому радио и телевидению в Европе.
На базе Минского училища искусств создал учебные лаборатории и фольклорные ансамбли — «Прадвесне», «Бліскавіца», «Дабрадзеі», «Дзіва», которые в разные года стали лауреатами фестивалей в Германии, Польше, Литве, Эстонии, России. Режиссёр сценических постановок: «Свята ў вёсцы» (1983), «Вяселле на Віцебшчыне» (1985), «Мацей і Аўдзей на вячорках» (1986), «Некруты» (1994), «Русальныя розгары» (1995), и др., городские и районные праздники «Купалле» (1989), «Каляды» (1990).
Реконструировал традиционный кукольный театр «батлейка» совместно с народными мастерами В.Тишковым и А.Муравейко. С 1995 по 1998 года президент Международного Детского Фонда «Сбереги Наследие». В 1999 году получил грант от Фонда Сороса и гастролировал по Боснии и Герцеговине, где более 20 раз представлял сольную программу с кукольным театром и музыкальными инструментами. В это же время начинались музыкальные эксперименты в области народной музыки с группой «Этно-трио Троица».
В декабре 2002 года в Минске в Театре имени Я. Купалы была представлена сольная программа «Святы вечар», посвященная народным праздникам.
26 мая 2003 года был представлен моноспектакль «Варажбіт» в концертном зале «Минск». В сольной программе звучали старинные белорусские песни, наигрыши на музыкальных инструментах.
В 2005 году при сотрудничестве с белорусским режиссёром С.Рыбаковым был снят фильм «Сонцам асвячуся» (англ. «I Will Be Lighted By the Sun») о фольклорно-этнографической экспедиции в один из самых отдаленных уголков Беларуси – деревню Видибор Столинского района. В 2006 году фильм попал в международные кинокаталоги и был награждён дипломом на IV Нью-Йоркском Международном независимом кинофестивале в Лос-Анджелесе (англ. New York International Independent Film and Video Festival). Видеофильм пользуется большой популярностью у белорусских телезрителей. По многочисленным просьбам, на телеканалах Белтелерадиокомпании фильм был показан более 25 раз.
С 2008 по 2010 год сотрудничает с белорусским режиссёром-аниматором М.Тумеля. В 2008 году подготовил музыкальное сопровождение и озвучивал роли в экранизации белорусских народных пословиц и поговорок «Белорусские поговорки» (бел. «Беларускія прымаўкі»). На тему авторской музыкальной сказки «Жар-жар» группы «Этно-трио «Троица» в 2010 году был создан музыкальный фильм «Бумажные узоры» (бел. «Выцінанка-Выразанка»). Оба проекта участвовали в конкурсных программах фестивалей («Суздаль 2009», «Суздаль 2011», «Международный фестиваль детского анимационного кино «Золотая рыбка», «VII Республиканский фестиваль белорусских фильмов») и получили различные награды.
За время фольклорно-этнографических экспедиций по Белоруссии собрал этнографический музей, в который входят предметы народного быта белорусов, коллекция одежды, коллекция театральных масок и кукол, аудио и видео архив народных исполнителей и фольклорных коллективов. Имеет коллекцию народных музыкальных инструментов Белоруссии, России, стран Ближнего Востока, регионов Африки, стран Южной Америки, выставка которой прошла в августе-сентябре 2011 года в «Историко-культурном музее-заповеднике «Заславль».
В 2009 году Иван Кирчук представил книгу «Автобаны и Менестрели», которая носит автобиографический характер: дневниковые записи с 1997 по 2007 годы, личные впечатления о гастролях группы «Этно-трио «Троица», притчи, сказки и стихи собственного сочинения .
18 сентября 2014 года состоялась презентация новой книги автора «Горит свеча у алтаря… (исповедь менестреля)»  в концертном зале «Минск». Сюда вошли личные записи с 2008 по 2010 годы.

## Моноспектакли
- «Варажбіт» г. Минск к/з Минск, 2003
- «Варажбіт. Працяг» г. Заславль ГУ «Историко-культурный музей-заповедник «Заславль», 2011
- Творческая встреча «Сонцам асвячуся» г. Минск к/з Минск, 2013
- «Дарожка мая…» г. Минск Дворец культуры профсоюзов, 2013

## Дискография
- Иван Кирчук «Спадчына загінуўшых весак» — Bulba Records, Беларусь , 2000
- Ivan Kirchuk «Heritage of the lost villages» PAN Records, Нидерланды, 2000
- Иван Кирчук «Спадчына загінуўшых весак (рус. Наследие погибших деревень)» — WEST Records , Беларусь, 2003
- Иван Кирчук «Століншчына» — этнографический материал, CD, 2005

## Фильмография
- «TROITSA» 45 мин. (1998, БелТВ)
- «Концерт „Этно-трио Троицы“ в 2000 г. в г. Минске» 55 мин. (2002, Белвидеоцентр, реж. В.Шевелевич)
- «Иван Иванович» 12 мин. (2003, Белвидеоцентр, реж. В.Шевелевич)
- «Концерт „Этно-трио Троицы“ в г. Молодечно» 30 мин. (2003, БелТВ)
- «Сонцам асвячуся» 13 мин. (2005, БелТВ, реж. С.Рыбаков)
- «Крупный план. Мы близкие люди. История про корни, которые есть, и про человека, который их ищет» 15 мин. (2005, ТРО Союзного государства)
- «ТРОИЦА» 45 мин. (2007, БелСАТ, Польша).

## Саундтреки к фильмам
- 2005 — худ.фильм «Маленькие беглецы», Беларусьфильм
- 2006 — худ.фильм «Три талера», Беларусьфильм — БелТелеРадиокомпания
- 2007 — док.фильм «Звездное притяжение», Белорусский видеоцентр
- 2008 — худ.фильм «Тень самурая», Беларусьфильм
- 2009 — худ.короткометражный фильм «Молитва», Е.Ткачук, Д.Воробьев

## Озвучивание
- 2008 - микрометражный фильм «Белорусские пословицы» (бел. «Беларускія прымаўкі»), Беларусьфильм
- 2010 - музыкальный фильм «Бумажные узоры» (бел. «Выцінанка-Выразанка»), Беларусьфильм